# Kane Brown
Kane Allen Brown (Chattanooga, 21 de outubro de 1993) é um cantor e compositor norte-americano de música country. Primeiro conquistando um grande público nas redes sociais, ele lançou seu primeiro extended play (EP), Closer, em junho de 2015 e, em outubro do mesmo ano, divulgou o single "Used to Love You Sober". Após assinar com a RCA Nashville no início de 2016, a música foi incluída em seu segundo EP e primeiro trabalho por uma grande gravadora, Chapter 1, lançado em março daquele ano. Em dezembro, ele lançou seu primeiro álbum de estúdio homônimo, que incluía o single "What Ifs" (com participação de Lauren Alaina). Em outubro de 2017, Brown se tornou o primeiro artista a ter simultaneamente músicas no topo das cinco principais paradas country da Billboard. Seu segundo álbum, Experiment, foi lançado em novembro de 2018 e se tornou seu primeiro número um na Billboard 200.

## Discografia
- Kane Brown (2016)
- Experiment (2018)
- Different Man (2022)
- The High Road (2025)